# Claudia Rusca
Claudia Francesca Rusca, née vers 1593 et morte le 6 octobre 1676) est une religieuse bénédictine, compositrice et musicienne italienne.

## Biographie
Claudia Rusca apprend la musique chez ses parents avant ses vœux définitifs au couvent Sainte-Catherine de Brera, à Milan. Elle compose des Sacri concerti à 1–5 con salmi e canzoni francesi (Milan, 1630) pour l'usage du couvent ou d'autres monastères féminins. La seule copie conservée jusqu'à la période contemporaine est détruite dans un incendie à la Bibliothèque ambrosienne en 1943.